# 济宁曲阜机场
济宁曲阜机场是位于中华人民共和国山东省济宁市的一座军民合用机场，位于济宁市区西南28公里处的纸坊镇，飞行区等级4C，可起降波音737、空客A320等小型飞机。

## 历史
济宁机场1997年2月20日经国务院、中央军委批准为实行军民合用。2008年经中国民航局批准机场命名为济宁曲阜机场，同年12月28日通航。
2014年，济宁曲阜机场旅客吞吐量达到451974人次，同比增长35.08%，跻身第100名，比2013年提升了5个位次，提前6年达到济宁曲阜机场一期规划到2020年旅客吞吐量42万人次的上线。
2023年12月18日己将搬迁至位于兖州区漕河镇的大安机场。

### 跑道
机场建有一条长2800米、宽50米的4C级跑道，可供起降B737、A320和MD-82等中小型飞机。设施设备先进且完善，可保障复杂气象条件和夜航班机的起降，具备连续24小时不间断运行保障能力。

### 航站楼
机场现占地面积344亩，场区内的建筑面积为21000平方米，航站楼面积为9740平方米，机坪面积为20000平方米。

## 航空公司與航点
2017-2018冬春航季
| 航空公司     | 目的地                             |
| ------------ | ---------------------------------- |
| 中国东方航空 | 北京/首都、昆明                    |
| 成都航空     | 成都、大连、沈阳                   |
| 东海航空     | 承德、深圳、营口                   |
| 华夏航空     | 北海（經停重庆）、大连、威海、西安 |
| 中国南方航空 | 广州                               |
| 上海航空     | 哈尔滨、上海/浦东、沈阳、温州      |
| 河北航空     | 海口、石家庄                       |
| 山东航空     | 呼和浩特                           |
| 长龙航空     | 宁波、太原                         |
| 北部湾航空   | 烟台、长沙、南宁                   |
| 中国联合航空 | 厦门、鄂尔多斯                     |

## 地面交通

### 机场巴士
市区－机场
- 济宁新体育馆－机场：航班出发前四小时左右发车，单程票价10元/人

机场－市区
- 机场-济宁新体育馆：单程票价10元/人

### 出租车
机场到达大厅外可以便捷地乘坐出租车。出租车至济宁市区大约需要100元人民币（约20美元）。